# Gennevilliers
Gennevilliers este un oraș în Franța, în departamentul Hauts-de-Seine, în regiunea Île-de-France. 

## Geografie

### Locație
Orașul Gennevilliers este situat la nord-vest de Paris, în departamentul Hauts-de-Seine.

### Geologie și relief
Suprafața municipiului este de 1.164 hectare; altitudinea variază de la 21 la 33 de metri.
Câmpia de pe peninsula Gennevilliers este nisipoasă și plată. Situat în patul major al Senei, timp de milenii a depus în acest meandru un strat gros de pietricele, pietriș și nisip. Creșterea construcțiilor din beton de ciment în secolul al XX-lea, un consumator major al acestor agregate, găsită în această câmpie aluvionară, care nu a fost construită și în inima aglomerației pariziene, un depozit ideal de materiale. Carierele s-au înmulțit rapid și, pe măsură ce exploatarea a progresat, părțile excavate au fost înfundate. Camioanele trase de cai, apoi camioane rapid auto waterwheels, moloz turnare, care, uneori, a venit de departe (de la Paris, dar, de asemenea, foarte suburbiile exterioare), în timp ce alții a mers pentru a livra șantierele de construcții. Unul a existat la sfârșitul flotei curente de Sevines a cărei intrare a fost situat pe colțul străzii Caboeufs și Lawrence Avenue Cely, un capăt al Grésillons Avenue (de de unde și numele dat cartier adiacent) la No. 195 (cariere Rossignol), o altă cale a podului Saint-Ouen (cariere Couton), un alt 92 Avenue General de Gaulle (care au fost filmate mai multe scene ale filmului Gas-Oil) etc.

## Climă
Ca toate municipalitățile din regiune, orașul Gennevilliers se află sub regimul unui climat de tip ocean degradat.

## Trasee de comunicare și transport

### Căi de acces
Gennevilliers se află la intersecția a două autostrăzi, A15 și A86. RN315 extinde podul A15 la podul Gennevilliers, incluzând o secțiune subterană și o a doua semi-subterană.

## Politica și administrația

### Atașamente administrative și electorale
Orașul face parte din districtul Nanterre.
Gennevilliers, divizată anterior în două cantoane (Gennevilliers-Nord: 21.853 de locuitori în 1999 și Gennevilliers-Sud: 20.660 de locuitori în 1999), se găsește în cadrul redistribuirii cantonale a anului 2014 în Franța, în noul Canton al Gennevilliers, care include și orașul Villeneuve-la-Garenne, care are în 2008, 68 644 de locuitori. Biroul centralizator cantonal se află în Gennevilliers.
Gennevilliers face parte din prima circumscripție din Hauts-de-Seine în același mod ca și orașul Villeneuve-la-Garenne și partea de nord a orașului Colombes. După retragerea primului tur de scrutin al deputatului comunist Roland Muzeau în seara seară, socialistul Alexis Bachelay a fost ales în alegerile parlamentare franceze din 2012.

## Economie

### Venitul populației și impozitarea
În 2010, veniturile medii fiscale pe gospodărie au fost de 23.453 euro, ceea ce a plasat Gennevilliers la 25.783 dintre cele 31.525 de comune din mai mult de 39 de gospodării din Franța continentală.
1. ↑  French National Directory of Representatives, accesat în 15 martie 2019
2. ↑  répertoire géographique des communes, accesat în 26 octombrie 2015
3. ↑  dataset of postal codes in France, 1 octombrie 2018